# Pérassay
Pérassay est une commune française située dans le département de l'Indre, en région Centre-Val de Loire.

## Géographie

### Localisation
La commune est située dans le sud-est du département, à la limite avec le département du Cher. Elle est située dans la région naturelle du Boischaut Sud.
Les communes limitrophes sont : Lignerolles (3 km), Saint-Priest-la-Marche (3 km), Vijon (5 km), Sainte-Sévère-sur-Indre (6 km), Urciers (7 km),Feusines (7 km), Vigoulant (7 km) et Saint-Saturnin (8 km).
Les communes chefs-lieux et préfectorales sont : La Châtre (17 km), Châteauroux (51 km), Issoudun (54 km) et Le Blanc (85 km).

### Hameaux et lieux-dits
Les hameaux et lieux-dits de la commune sont : Pointe Mazière, la Mazure, la Bussière, Genest, la Goutte et les Fougères.

### Géologie et hydrographie
La commune est classée en zone de sismicité 2, correspondant à une sismicité faible.
Le territoire communal est arrosé par la rivière Indre.

### Climat
Pour des articles plus généraux, voir Climat du Centre-Val de Loire et Climat de l'Indre.
En 2010, le climat de la commune est de type climat océanique dégradé des plaines du Centre et du Nord, selon une étude du CNRS s'appuyant sur une série de données couvrant la période 1971-2000. En 2020, Météo-France publie une typologie des climats de la France métropolitaine dans laquelle la commune est dans une zone de transition entre le climat océanique altéré et le climat de montagne ou de marges de montagne et est dans la région climatique Ouest et nord-ouest du Massif Central, caractérisée par une pluviométrie annuelle de 900 à 1 500 mm, maximale en automne et en hiver.
Pour la période 1971-2000, la température annuelle moyenne est de 10,5 °C, avec une amplitude thermique annuelle de 15,3 °C. Le cumul annuel moyen de précipitations est de 928 mm, avec 12,2 jours de précipitations en janvier et 7,6 jours en juillet. Pour la période 1991-2020, la température moyenne annuelle observée sur la station météorologique de Météo-France la plus proche, « Ste--Sévère », sur la commune de Sainte-Sévère-sur-Indre à 6 km à vol d'oiseau, est de 12,1 °C et le cumul annuel moyen de précipitations est de 843,9 mm,. Pour l'avenir, les paramètres climatiques de la commune estimés pour 2050 selon différents scénarios d'émission de gaz à effet de serre sont consultables sur un site dédié publié par Météo-France en novembre 2022.

### Voies de communication et transports
Le territoire communal est desservi par les routes départementales : 71, 71D, 71M, 84, 110, 117 et 917.
La gare ferroviaire la plus proche est la gare de Lavaufranche, à 21 km.
Pérassay est desservie par les lignes F et G du Réseau de mobilité interurbaine.
L'aéroport le plus proche est l'aéroport de Châteauroux-Centre, à 60 km.
Le territoire communal est traversé par le sentier de grande randonnée 46 et par le sentier de grande randonnée de pays : Sur les pas des maîtres sonneurs.

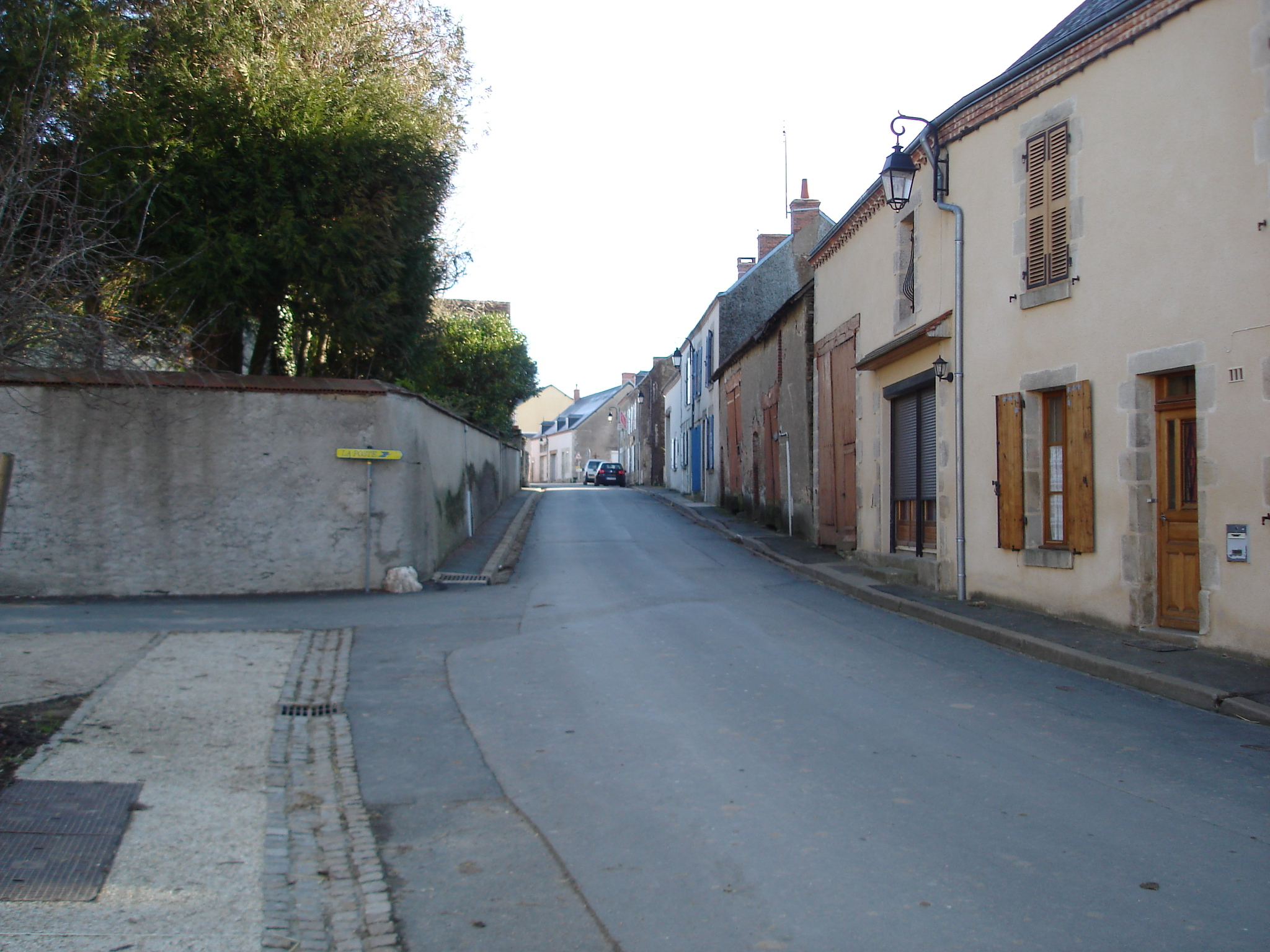
La route départementale 71D en direction de Saint-Saturnin en 2012.
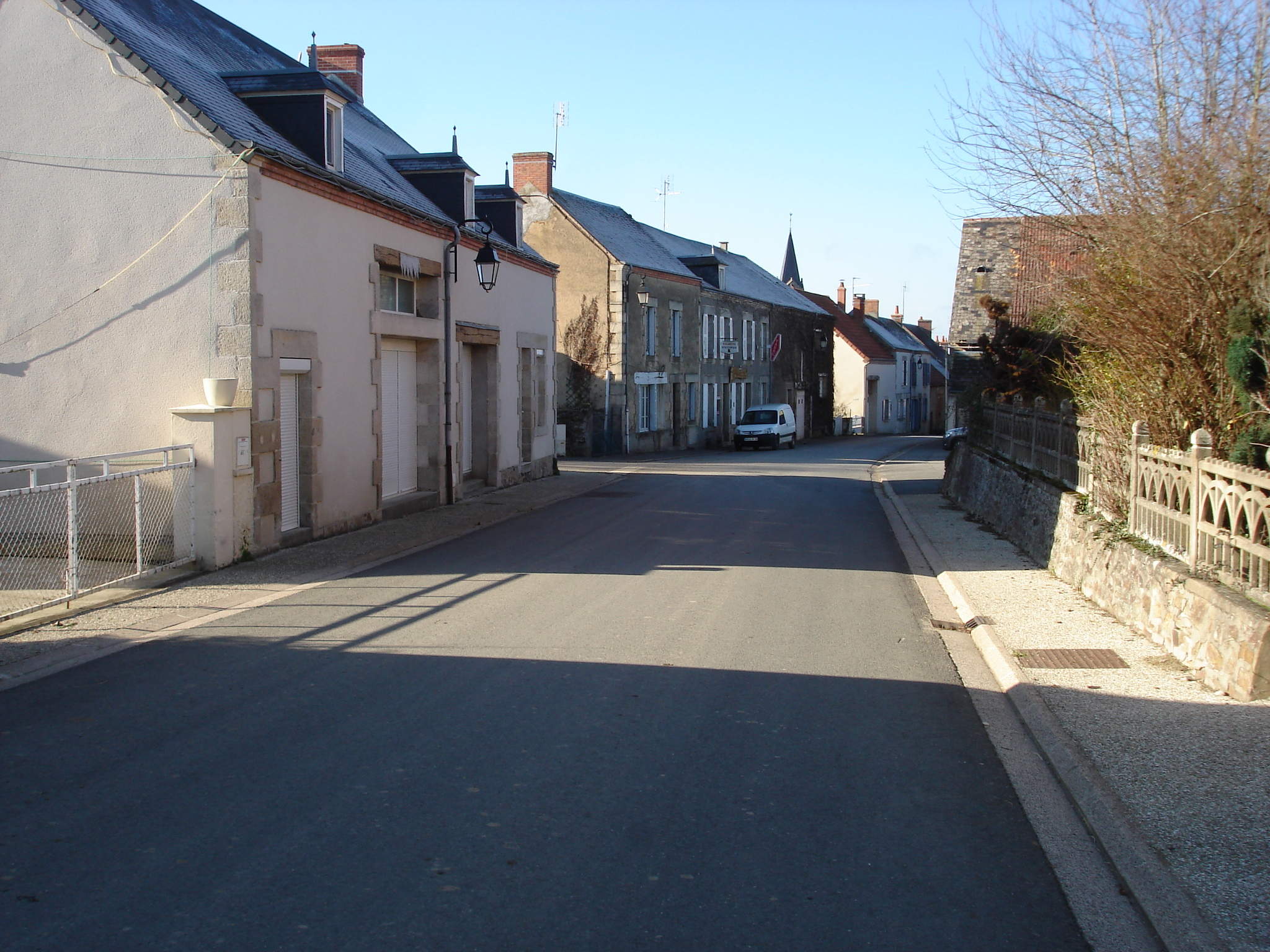
La route départementale 71D en direction de Sainte-Sévère-sur-Indre en 2012.
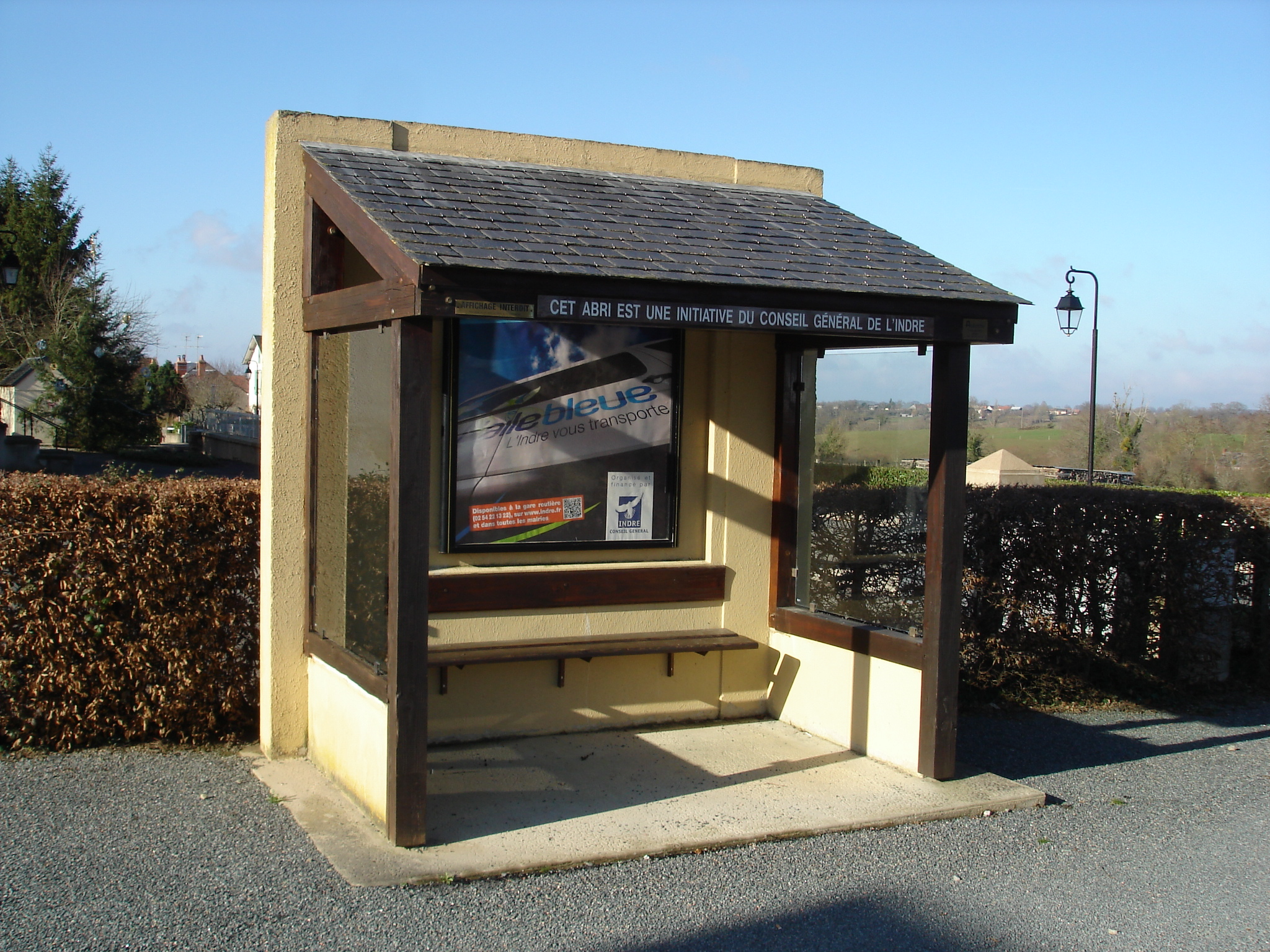
L'arrêt de bus L'Aile Bleue en 2012.

## Urbanisme

### Typologie
Au 1er janvier 2024, Pérassay est catégorisée commune rurale à habitat très dispersé, selon la nouvelle grille communale de densité à sept niveaux définie par l'Insee en 2022.
Elle est située hors unité urbaine et hors attraction des villes,.

### Occupation des sols
L'occupation des sols de la commune, telle qu'elle ressort de la base de données européenne d’occupation biophysique des sols Corine Land Cover (CLC), est marquée par l'importance des territoires agricoles (95,5 % en 2018), une proportion sensiblement équivalente à celle de 1990 (95,4 %). La répartition détaillée en 2018 est la suivante : 
zones agricoles hétérogènes (39,6 %), prairies (39,4 %), terres arables (16,5 %), forêts (3,4 %), zones urbanisées (1,1 %). L'évolution de l’occupation des sols de la commune et de ses infrastructures peut être observée sur les différentes représentations cartographiques du territoire : la carte de Cassini (XVIIIe siècle), la carte d'état-major (1820-1866) et les cartes ou photos aériennes de l'IGN pour la période actuelle (1950 à aujourd'hui).

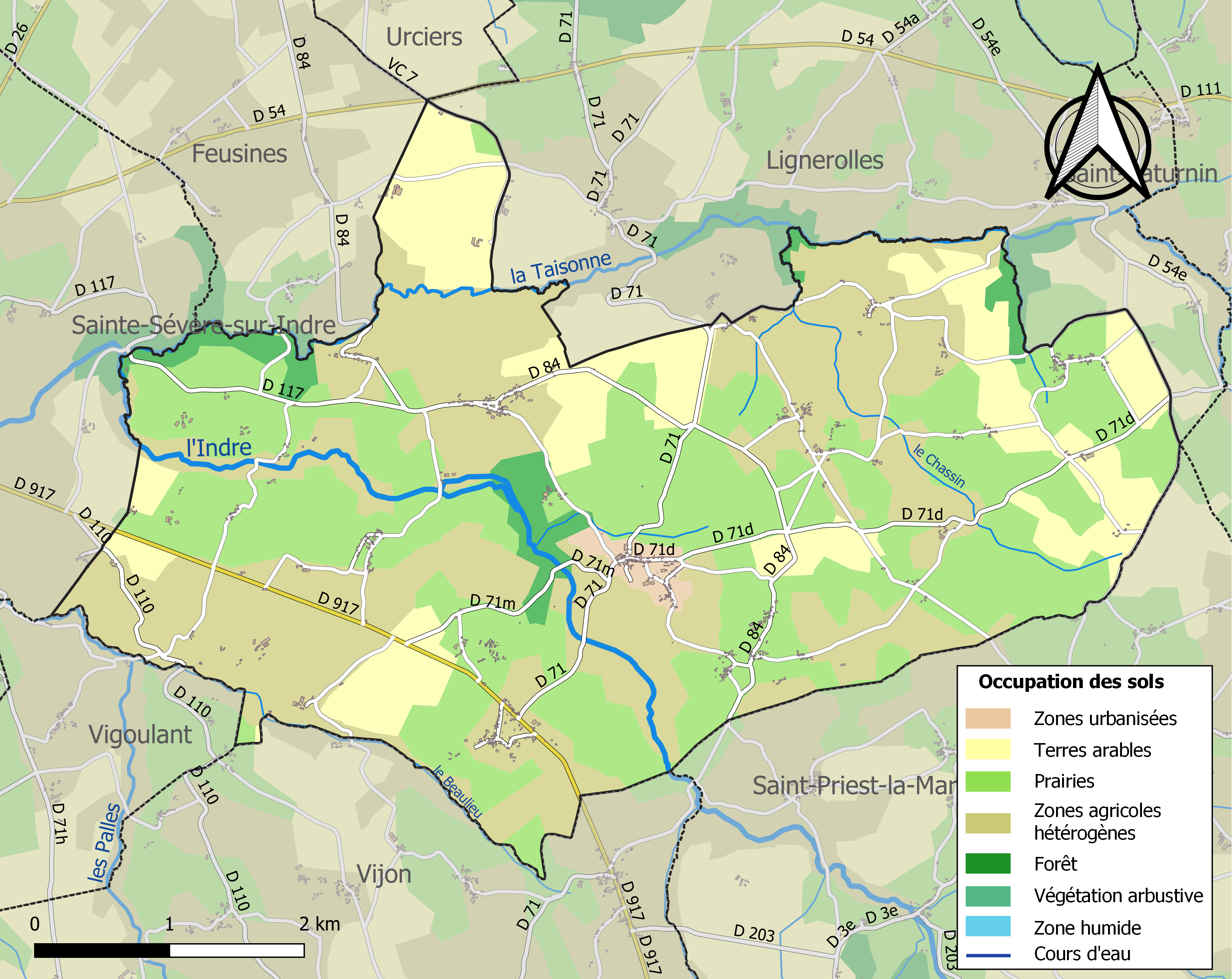
Carte des infrastructures et de l'occupation des sols de la commune en 2018 (CLC).

### Logement
Le tableau ci-dessous présente le détail du secteur des logements de la commune :
| Date du relevé                                              | 2013   | 2015   |
| Nombre total de logements                                   | 342    | 344    |
| Résidences principales                                      | 51,2 % | 48,8 % |
| Résidences secondaires                                      | 31,1 % | 33,4 % |
| Logements vacants                                           | 17,6 % | 17,8 % |
| Part des ménages propriétaires de leur résidence principale | 83,2 % | 85,5 % |

### Risques majeurs
Le territoire de la commune de Pérassay est vulnérable à différents aléas naturels : météorologiques (tempête, orage, neige, grand froid, canicule ou sécheresse) et séisme (sismicité faible). Un site publié par le BRGM permet d'évaluer simplement et rapidement les risques d'un bien localisé soit par son adresse soit par le numéro de sa parcelle.

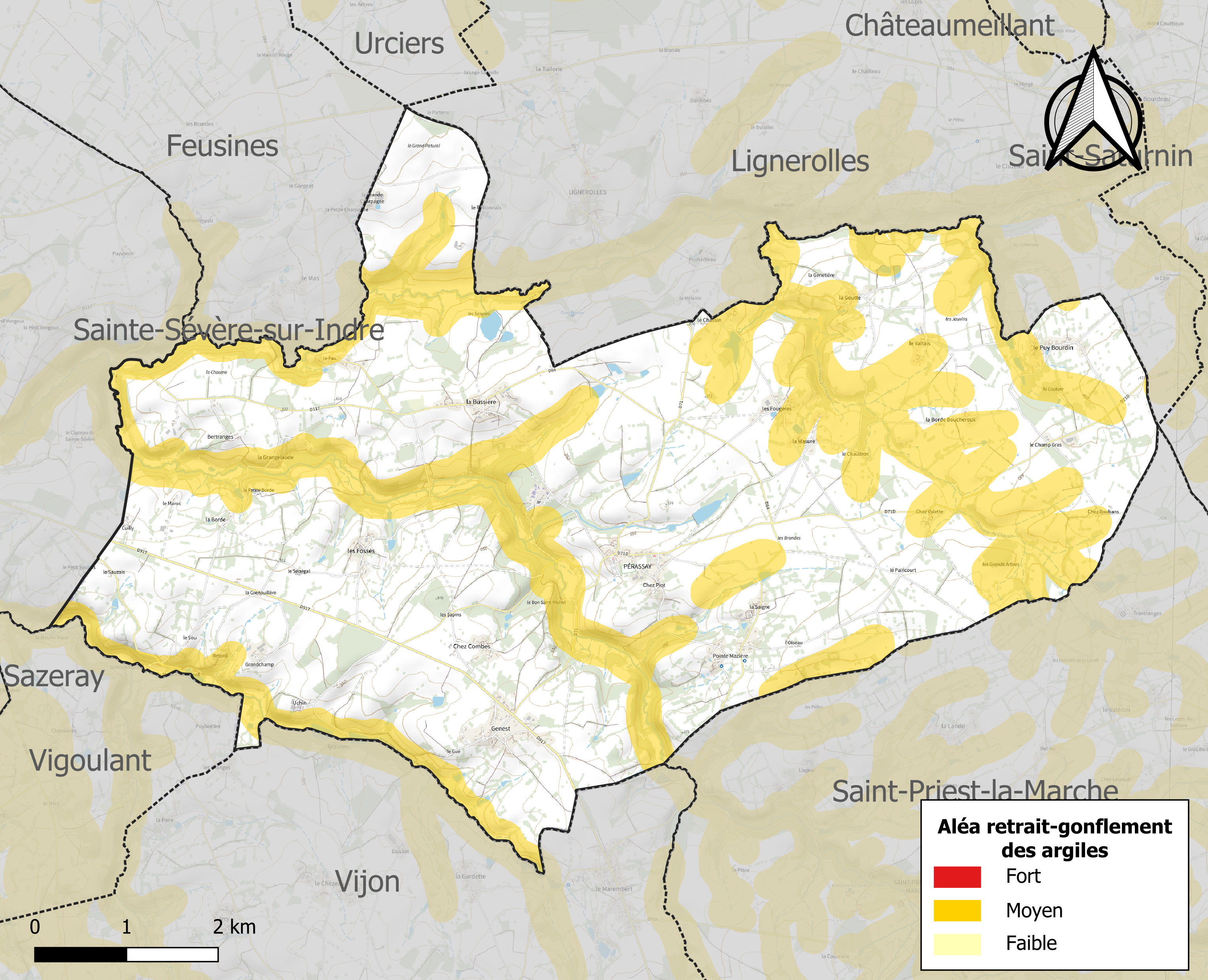
Carte des zones d'aléa retrait-gonflement des sols argileux de Pérassay.

Le retrait-gonflement des sols argileux est susceptible d'engendrer des dommages importants aux bâtiments en cas d’alternance de périodes de sécheresse et de pluie. 32,4 % de la superficie communale est en aléa moyen ou fort (84,7 % au niveau départemental et 48,5 % au niveau national). Sur les 348 bâtiments dénombrés sur la commune en 2019, 72 sont en aléa moyen ou fort, soit 21 %, à comparer aux 86 % au niveau départemental et 54 % au niveau national. Une cartographie de l'exposition du territoire national au retrait gonflement des sols argileux est disponible sur le site du BRGM,.
Concernant les mouvements de terrains, la commune a été reconnue en état de catastrophe naturelle au titre des dommages causés par des mouvements de terrain en 1999.

## Toponymie
Le nom de la localité est attesté sous les formes de Parracédio en 1152, Ecclesia de Pairaziaco en 1272, De Perraseto en 1648.
En latin piracietum, piracius signifie poirier. On peut penser que le hameau d'origine a été élevé auprès d'un petit bois de poiriers.
Ses habitants sont appelés les Pérassayens.

## Histoire
La commune fut rattachée de 1973 à 2015 au canton de Sainte-Sévère-sur-Indre.
Au cours de la Seconde Guerre mondiale, le 16 juillet 1944, une bataille a eu lieu dans un lieu-dit de cette commune, Genest, entre les FFI et l'armée allemande. Une stèle borde aujourd'hui la route départementale D917 en hommage aux résistants morts pour la France. Y figure notamment le nom du résistant Jean Pacton, dit « Ardent ».

## Politique et administration
La commune dépend de l'arrondissement de La Châtre, du canton de La Châtre, de la deuxième circonscription de l'Indre et de la communauté de communes de La Châtre et Sainte-Sévère.
Elle dispose d'une agence postale communale.

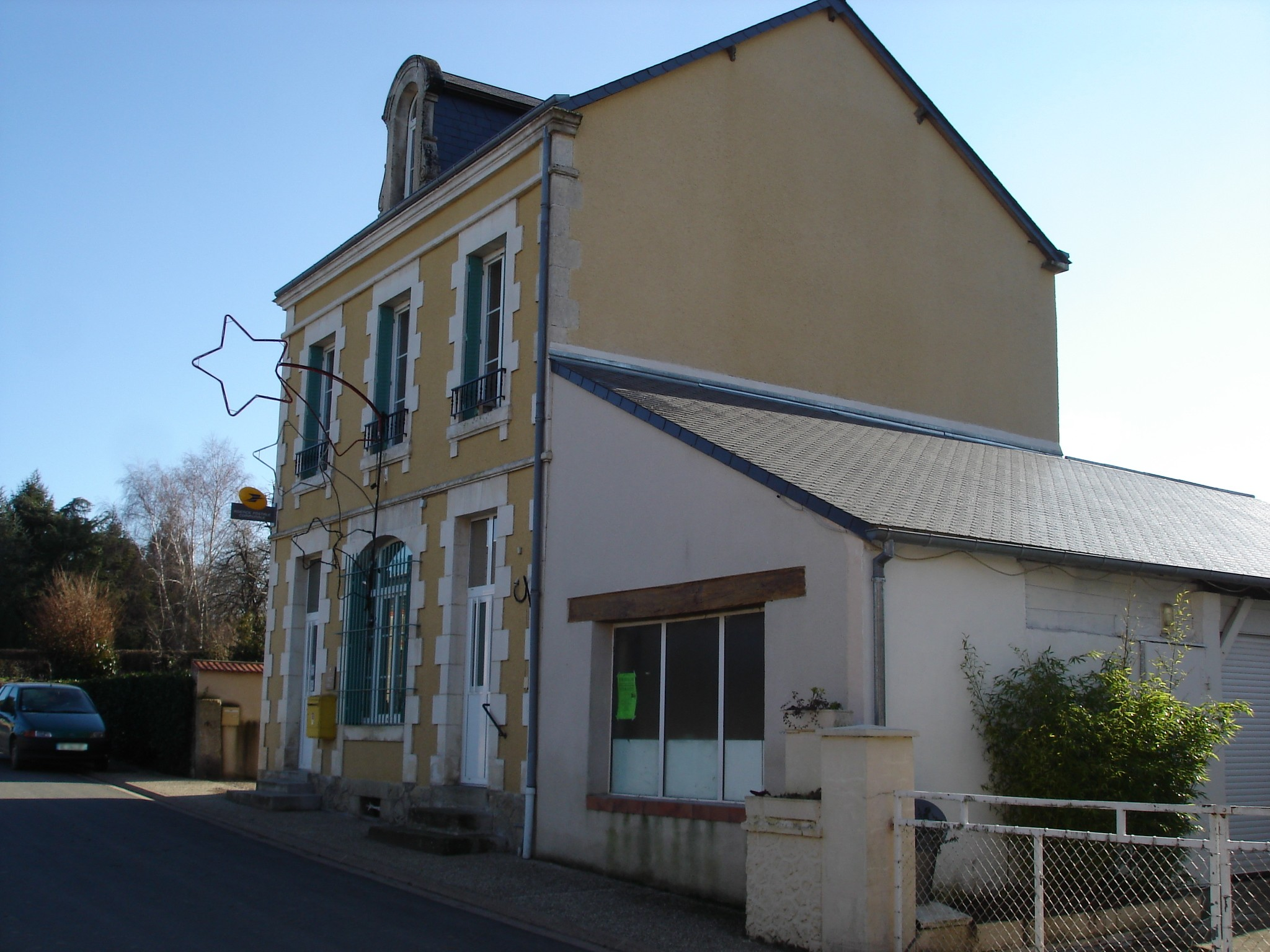
L'agence postale communale en 2012.

| Période                                  | Période   | Identité            | Étiquette | Qualité             |
| ---------------------------------------- | --------- | ------------------- | --------- | ------------------- |
| 1944                                     | mai 1953  | Paul Simon          | ?         | ?                   |
| mai 1953                                 | 1961      | André Lepetitdidier | ?         | ?                   |
| 1961                                     | mars 1965 | Marcel Bourdeau     | ?         | ?                   |
| mars 1965                                | juin 1995 | Georges Pignot      | ?         | ?                   |
| juin 1995                                | 1996      | André Migny         | ?         | ?                   |
| 1996,                                    | En cours  | Jean-Luc Doradoux   | DVD       | Exploitant agricole |
| Les données manquantes sont à compléter. |           |                     |           |                     |

## Population et société

### Démographie
L'évolution du nombre d'habitants est connue à travers les recensements de la population effectués dans la commune depuis 1793. Pour les communes de moins de 10 000 habitants, une enquête de recensement portant sur toute la population est réalisée tous les cinq ans, les populations de référence des années intermédiaires étant quant à elles estimées par interpolation ou extrapolation. Pour la commune, le premier recensement exhaustif entrant dans le cadre du nouveau dispositif a été réalisé en 2006.

En 2022, la commune comptait 415 habitants, en évolution de +14,96 % par rapport à 2016 (Indre : −3 %, France hors Mayotte : +2,11 %).
| 1793 | 1800 | 1806 | 1821 | 1831 | 1836 | 1841  | 1846  | 1851  |
| ---- | ---- | ---- | ---- | ---- | ---- | ----- | ----- | ----- |
| 686  | 775  | 762  | 811  | 908  | 974  | 1 005 | 1 078 | 1 034 |

| 1856  | 1861  | 1866  | 1872  | 1876  | 1881  | 1886  | 1891  | 1896  |
| ----- | ----- | ----- | ----- | ----- | ----- | ----- | ----- | ----- |
| 1 093 | 1 066 | 1 116 | 1 131 | 1 183 | 1 246 | 1 280 | 1 243 | 1 239 |

| 1901  | 1906  | 1911  | 1921 | 1926 | 1931 | 1936 | 1946 | 1954 |
| ----- | ----- | ----- | ---- | ---- | ---- | ---- | ---- | ---- |
| 1 196 | 1 219 | 1 132 | 992  | 946  | 949  | 904  | 874  | 808  |

| 1962 | 1968 | 1975 | 1982 | 1990 | 1999 | 2006 | 2011 | 2016 |
| ---- | ---- | ---- | ---- | ---- | ---- | ---- | ---- | ---- |
| 700  | 650  | 535  | 501  | 449  | 443  | 400  | 384  | 361  |

| 2021 | 2022 | - | - | - | - | - | - | - |
| ---- | ---- | - | - | - | - | - | - | - |
| 400  | 415  | - | - | - | - | - | - | - |

### Enseignement
La commune dépend de la circonscription académique de La Châtre.

### Équipement culturel
Elle dispose aussi d'une salle des fêtes.

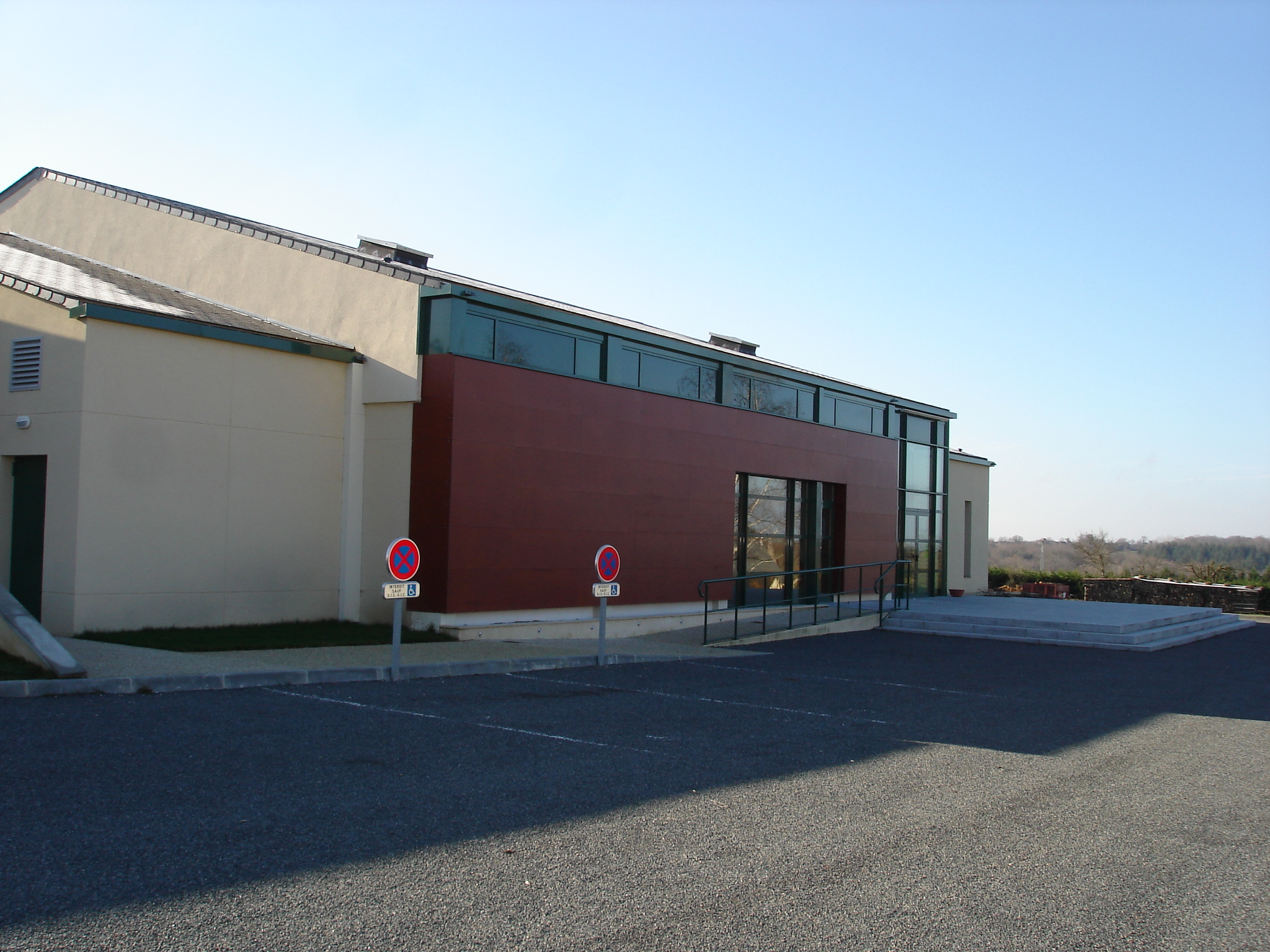
La salle des fêtes en 2012.

### Médias
La commune est couverte par les médias suivants : La Nouvelle République du Centre-Ouest, Le Berry républicain, L'Écho - La Marseillaise, La Bouinotte, Le Petit Berrichon, L'Écho du Berry, France 3 Centre-Val de Loire, Berry Issoudun Première, Vibration, Forum, France Bleu Berry et RCF en Berry.

## Économie
La commune se situe dans la zone d’emploi de Châteauroux et dans le bassin de vie de Châteaumeillant.
Aucune industrie est présente sur la commune. Seuls subsistent quelques exploitants agricoles et artisans du bâtiment notamment.

## Culture locale et patrimoine

### Lieux et monuments
- Château de Pérassay : le château de la famille La Rochethulon, a été construit en 1870 dans le style néogothique. Le château est entouré d'un grand parc avec un étang. Il a été vendu par les propriétaires (comte de la Rochethulon) au département de l'Indre. Actuellement[Quand ?], il est devenu foyer de vie départemental où sont hébergées des personnes handicapées.
- Église romane.
- Monument aux morts : au lieu-dit Genest, a été érigé un monument en souvenir des maquisards et des civils français qui ont été tués le 16 juillet 1944, lors de la rencontre sanglante entre les SS cantonnés à Châteauroux et les FFI du groupe « Indre-Est ». Ce 16 juillet 1944, à Pérassay, au lieu-dit Genest, une maison a été incendiée au cours de ce combat. Cet épisode se situe quelque temps après le massacre d'Oradour-sur-Glane du 10 juin 1944.
- Le "Mur de Perassay", situé rue de Chez Piot, est une portion de route faisant partie des plus pentus de la région. 30 mètres à 23% d'inclinaison de moyenne avec des passages à 29%. Ce chemin accidenté mais goudronné est prisé des cyclistes et randonneurs. La Classique de l'Indre, une course cycliste professionnel faisant le tour du département de l'Indre, l'a d'ailleurs emprunté en 2013.

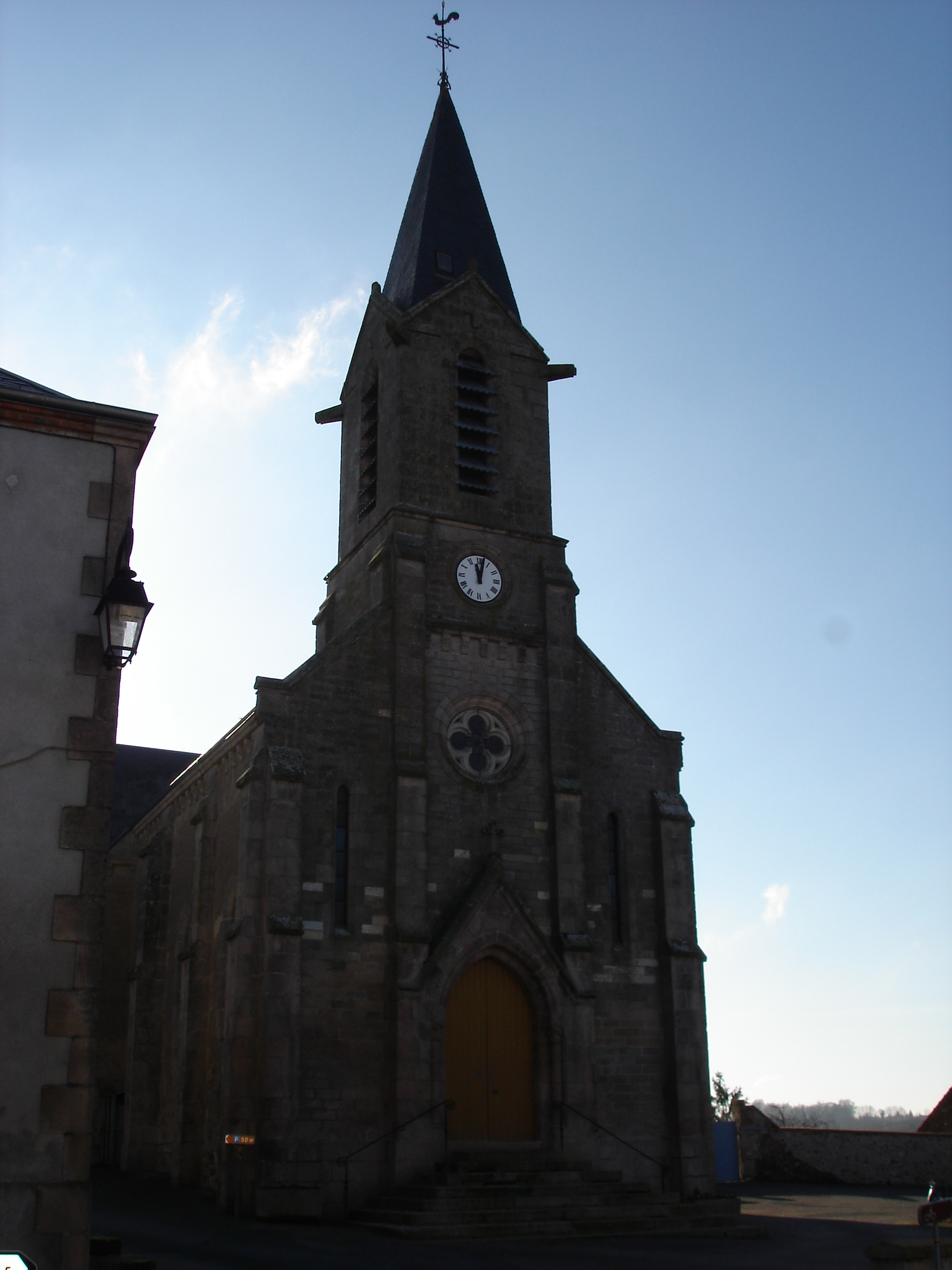
L'église en 2012.
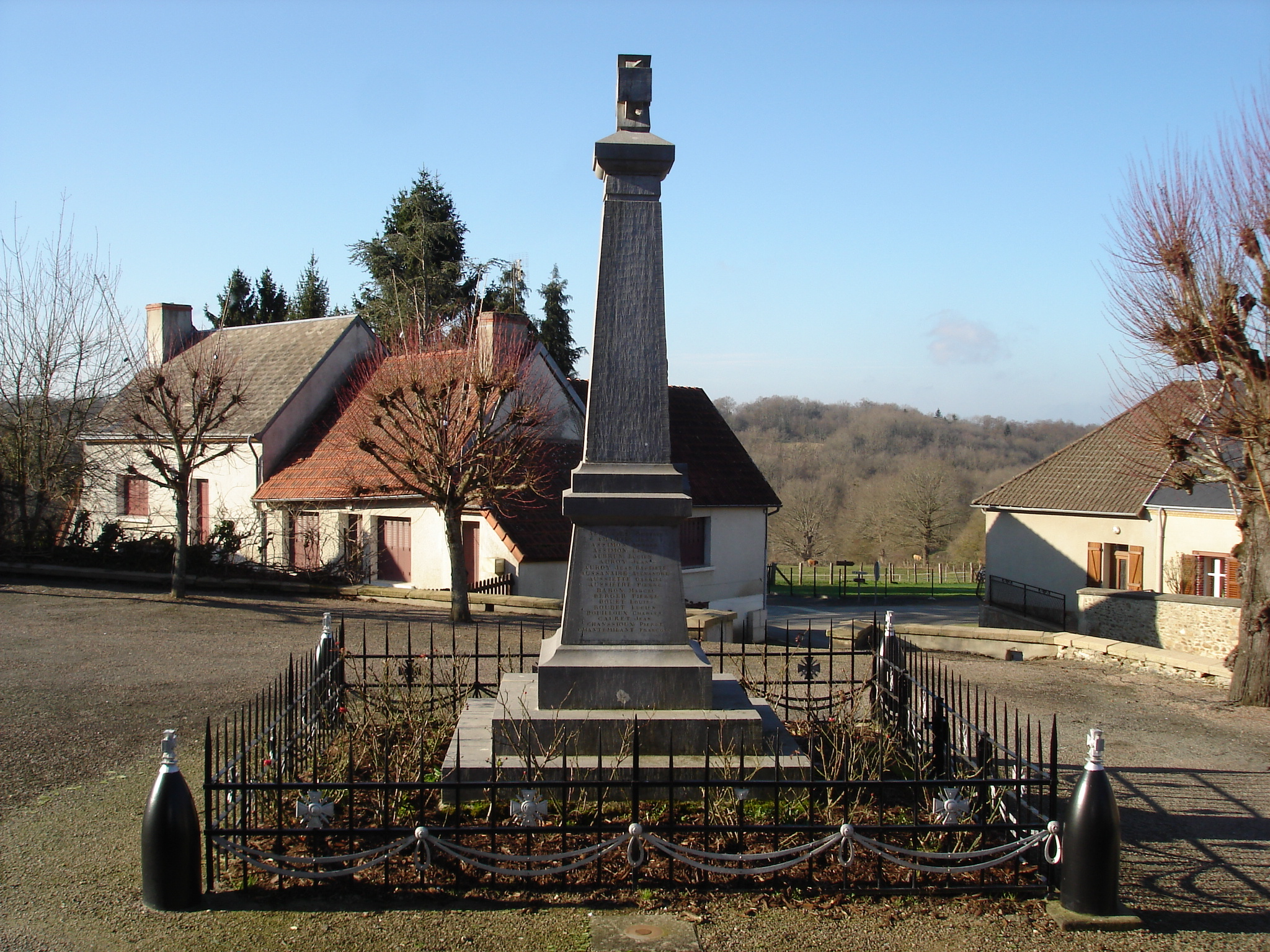
Le monument aux morts en 2012.